# Oper Bonn

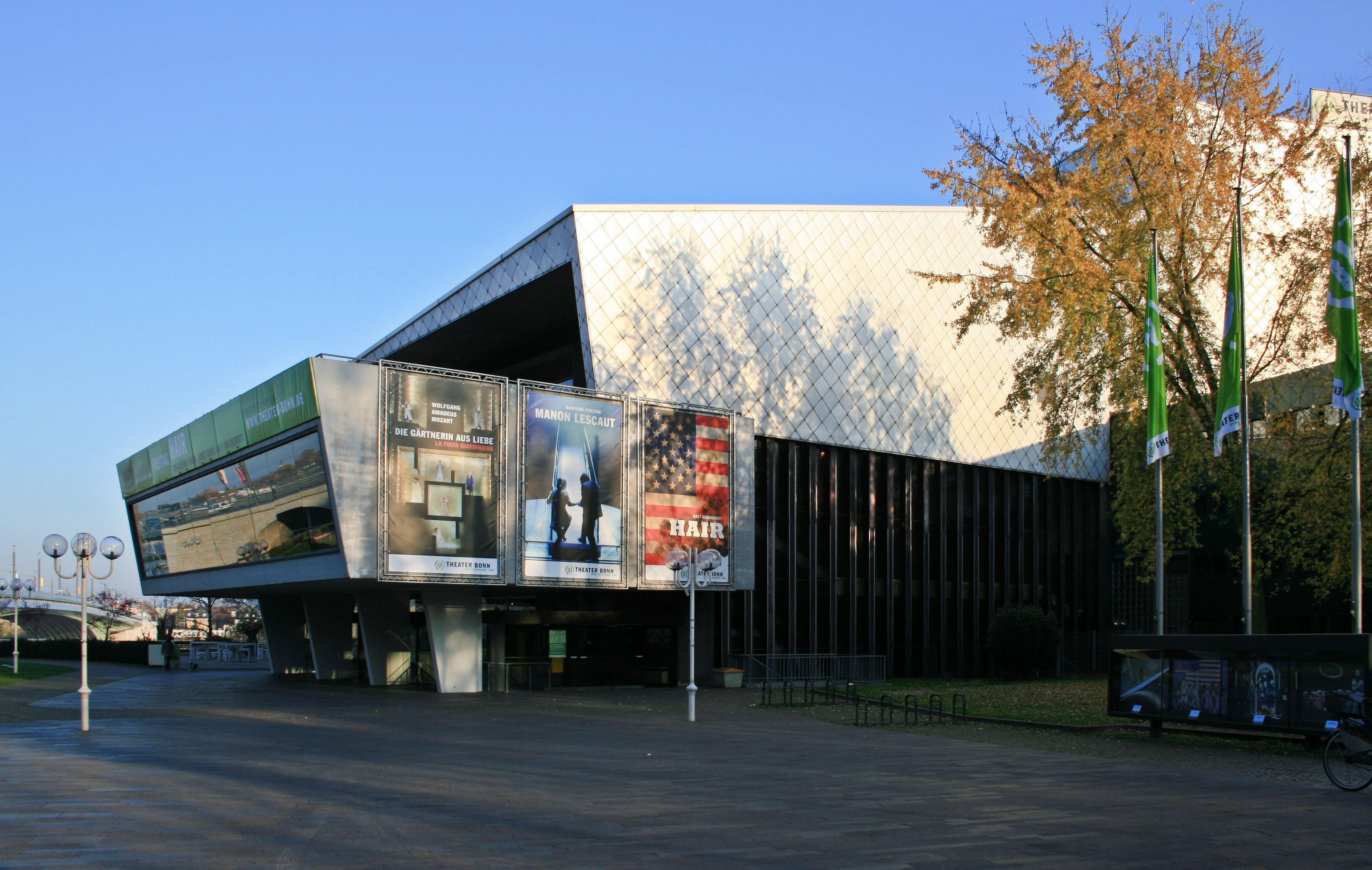
Bonner Oper (2011)

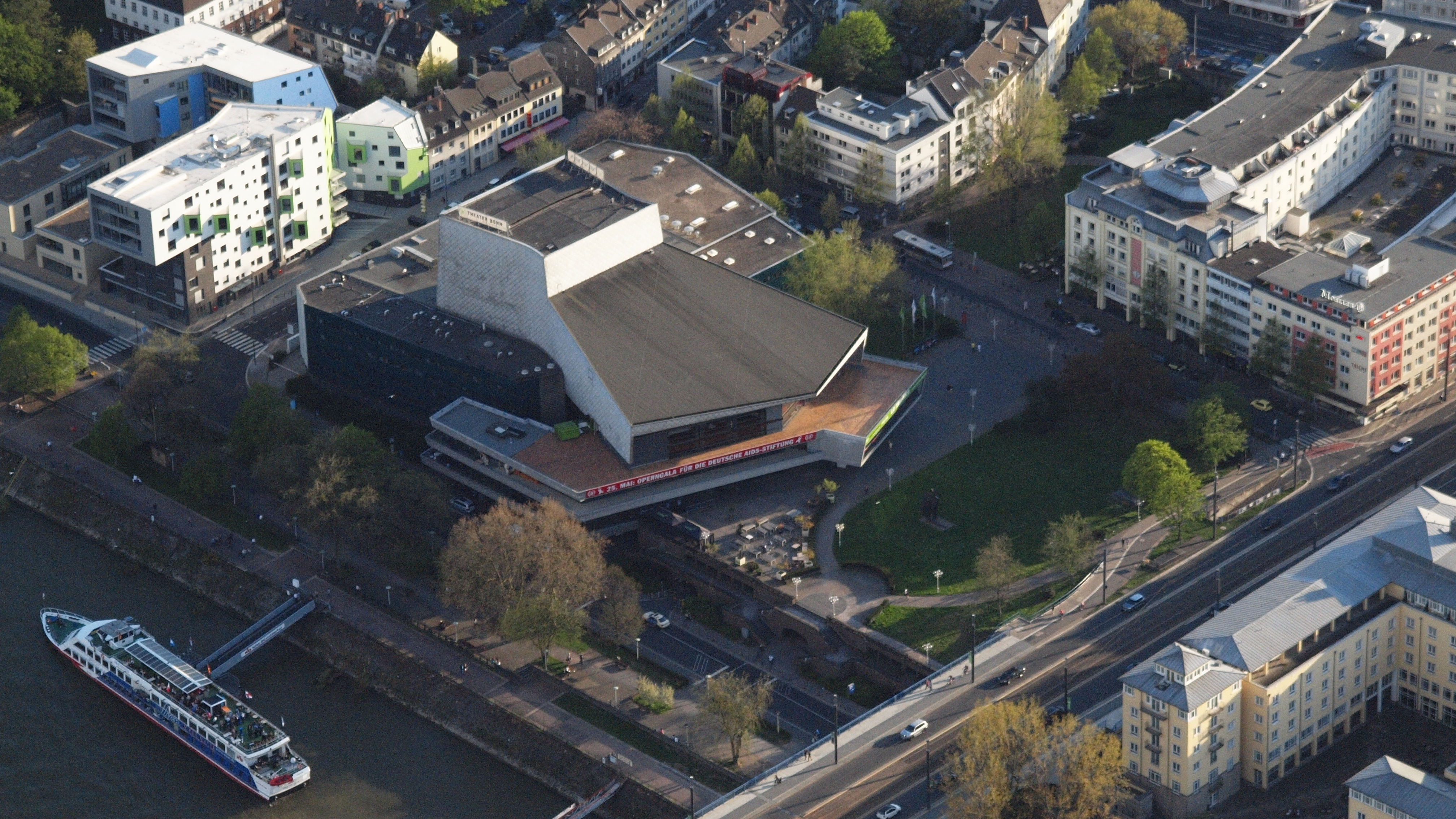
Luftaufnahme der Oper (2013)

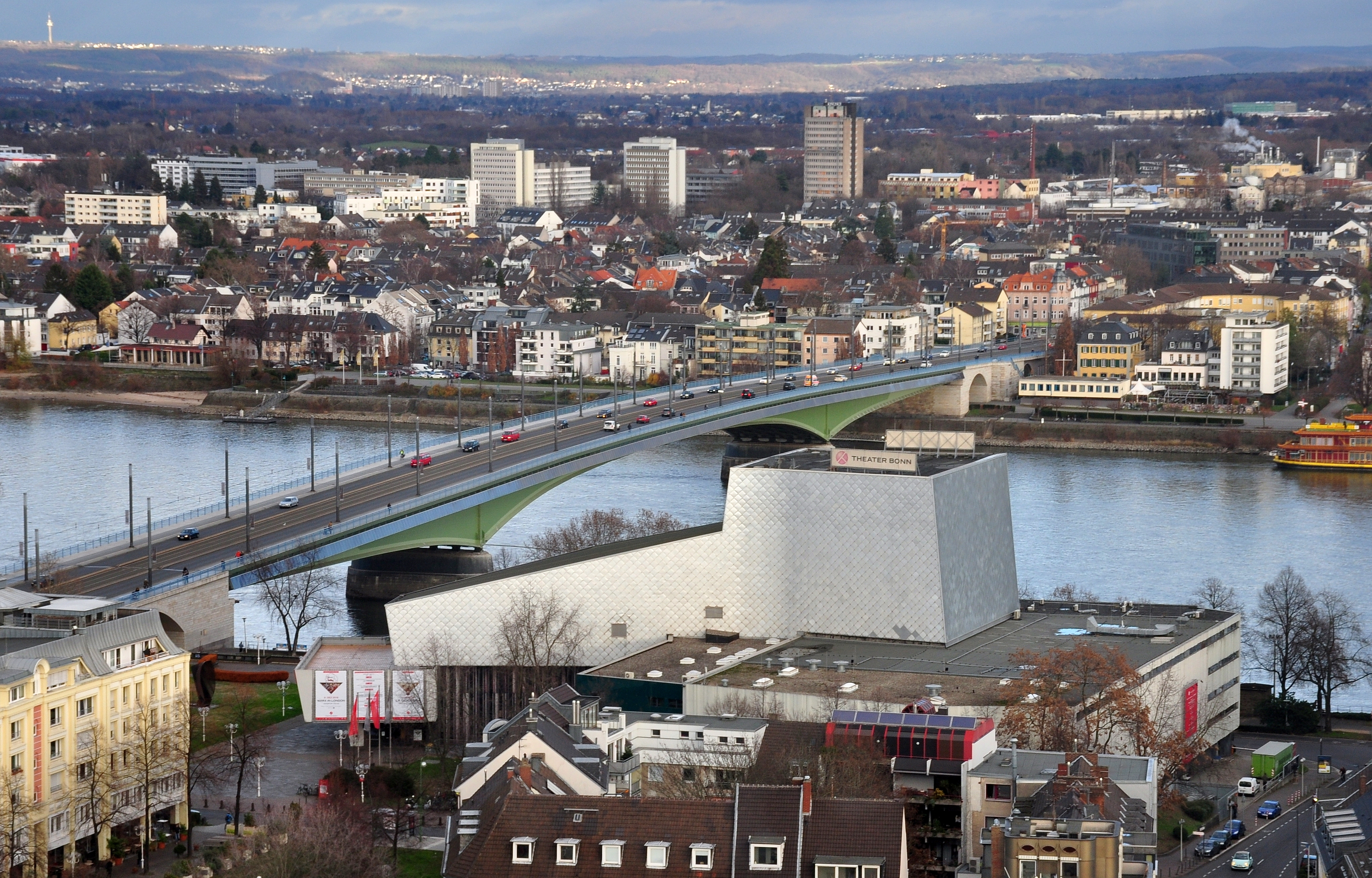
Bonner Oper (2018)

Die Oper Bonn ist das städtische Opernhaus der Bundesstadt Bonn. Es bildet eine der drei Liegenschaften des Theaters Bonn, einer eigenbetriebsähnlichen Einrichtung der Bundesstadt Bonn und wird von dieser auch betrieben.

## Opernhaus
Das Opernhaus liegt zentral am Bonner Rheinufer, direkt an der Kennedybrücke auf dem Gebiet der ehemaligen Rheinviertel. Der Neubau entstand von Juni 1962 bis Mai 1965 an vormaliger Stelle des kriegszerstörten Boeselager Hofs als Stadttheater nach Plänen der Stuttgarter Architekten Klaus Gessler und Wilfried Beck-Erlang. Der Bau wurde vom Bund zur Förderung des Kulturangebots am damaligen Parlaments- und Regierungssitz Bonn finanziell unterstützt. 1972 wurde zur Rheingasse hin anstelle der Personalgarage eine Werkstattbühne eingerichtet. Von Juli 1992 bis Februar 1993 erfolgte, erneut nach Plänen von Beck-Erlang, eine umfassende Sanierung und ein Umbau des Opernhauses. Dabei wurde unter anderem im Zuschauerraum ein zweiter Rang eingebaut, das bisherige von außen begehbare Restaurant zu Verwaltungsräumen und sein Küchentrakt zu Stimmzimmern umgebaut, die Bühnen- und Klimatechnik modernisiert, eine Asbestsanierung sowie eine Fassadenerneuerung durchgeführt und der Verwaltungstrakt aufgestockt.
Das ursprünglich für 900 Plätze im Hauptraum und 180 Plätze in der „Werkstatt“ konzipierte Haus bietet seit der Erweiterung seines Zuschauerraums in der Spielzeit 1992/93 Platz für 1037 Besucher und wird heute ausschließlich von der Oper bespielt. Zu den künstlerischen Besonderheiten des Baus gehört die Beleuchtung des Zuschauerraums in Gestalt einer absenkbaren Milchstraße, die, wie auch die phantasievollen Kronleuchter im Parkettfoyer, von dem ZERO-Künstler Otto Piene gestaltet wurden. Die Gebäudeteile sind aus Stahlbeton hergestellt und längs zum Rhein ausgerichtet. Die Metallplatten an den Außenwänden sind wie Fischschuppen angeordnet.
2018 wurde nach Umbauten im Orchestergraben das Raumakustik-System VIVACE installiert, das mit zahlreichen im Raum verbauten Mikrofonen und Lautsprechern die Nachhallzeit verlängern und damit die Akustik deutlich verbessern konnte.
Das Opernhaus wird für Opern, Musicals, internationale Tanz-Gastspiele, Konzerte und Theaterfeste genutzt. Ebenfalls kommen Comedy, Kabarett und Kleinkunst in der Reihe QUATSCH KEINE OPER! zur Aufführung. Im Musiktheater reicht das Angebot von Werken des 20. Jahrhunderts über italienische Opern bis hin zu Familien-Aufführungen. Die Oper Bonn verfügt über ein festes Opernensemble, in Einzelfällen wird dieses um Gäste erweitert.

## Trivia
- Die Architekturkritikerin Ingeborg Flagge bewertete das Gebäude 1984 wie folgt: „In der Konzeption, Theater als dynamische freie Bauform darzustellen, bedeutet dieser Bau Abkehr von kubischer Theater-Architektur.“
- Im Opernhaus werden Führungen „hinter die Kulissen“ angeboten, in welchen unter anderem die Werkstätten und die Bühnentechnik gezeigt werden.

## Literatur

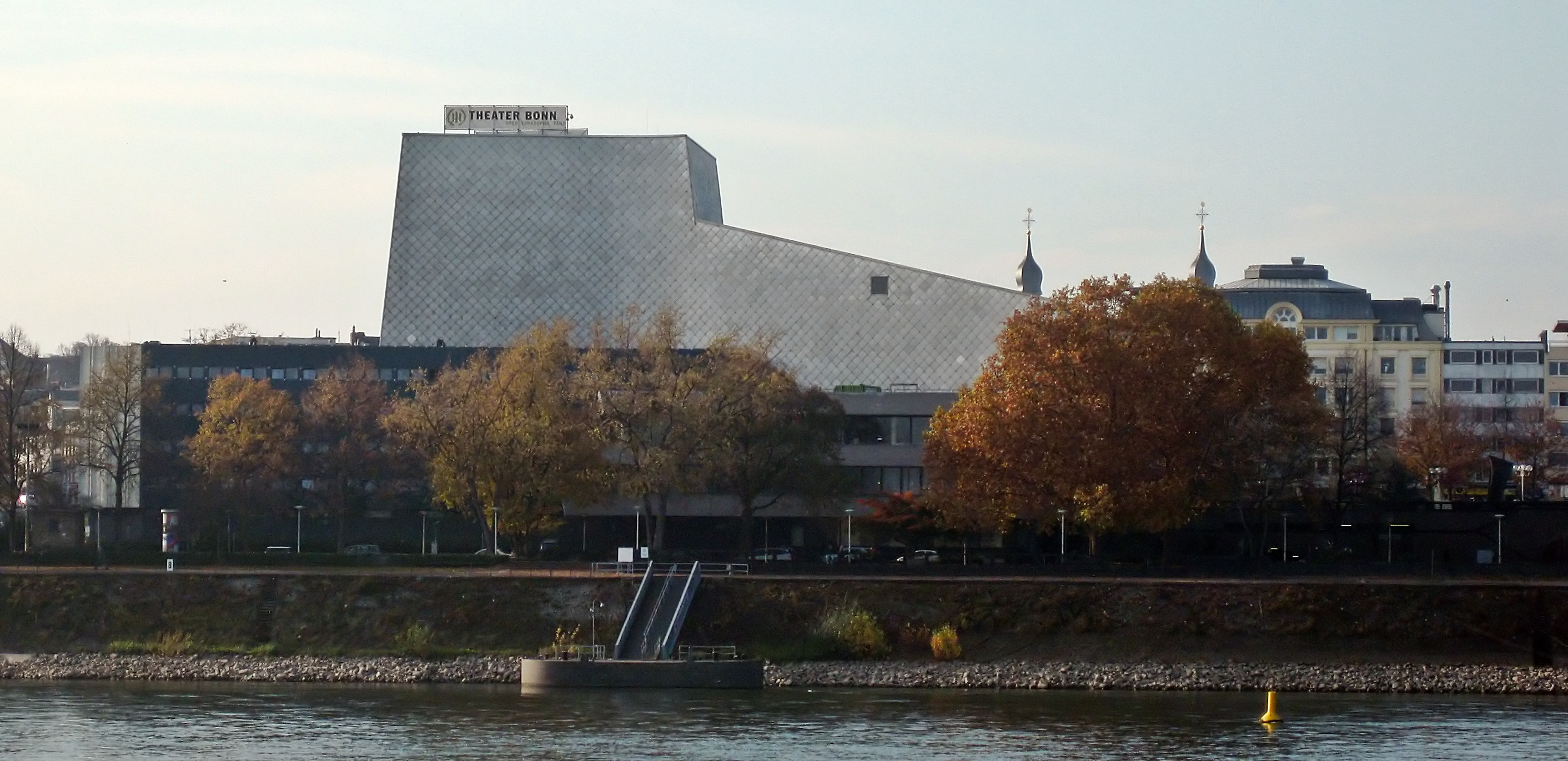
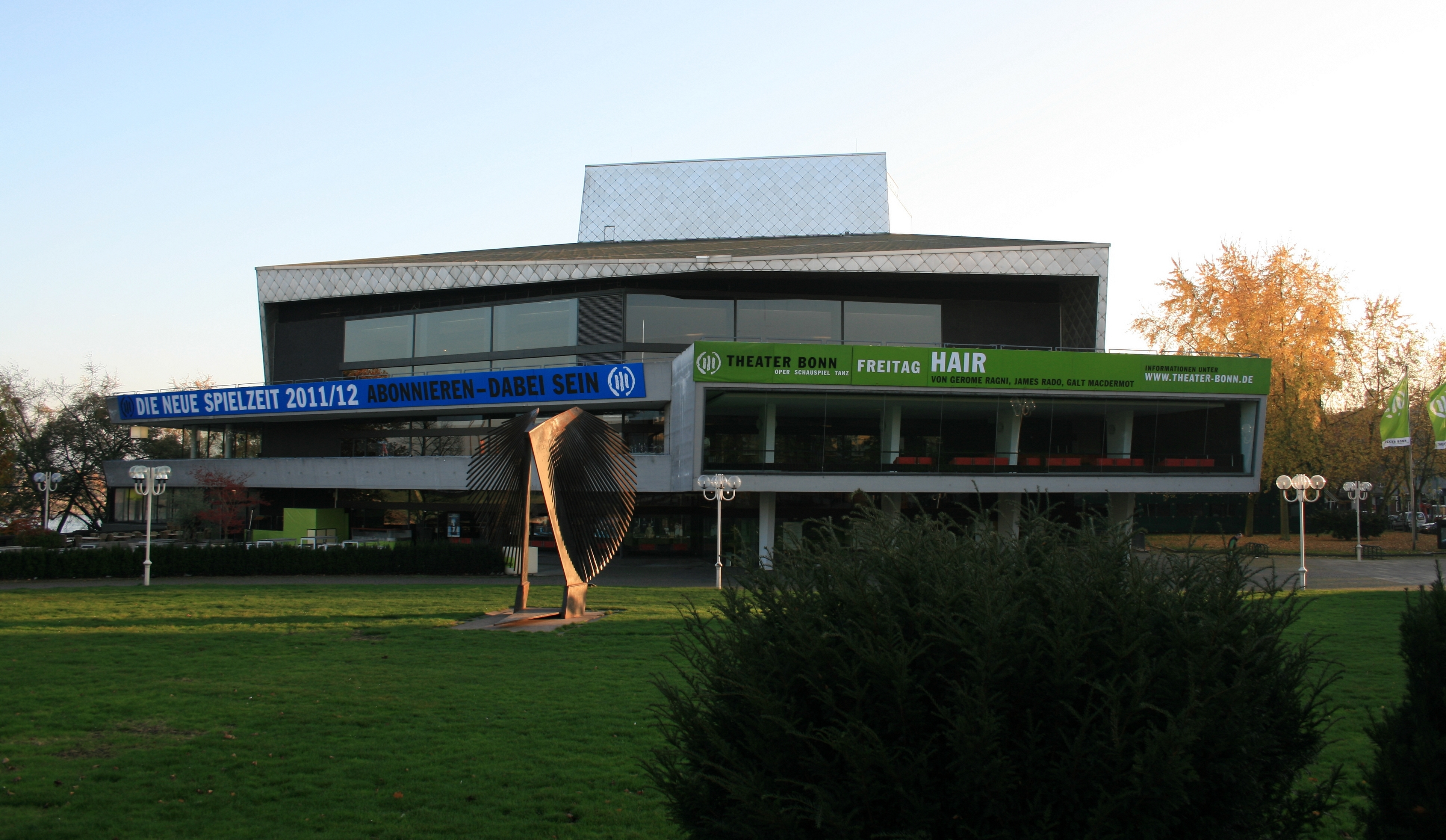
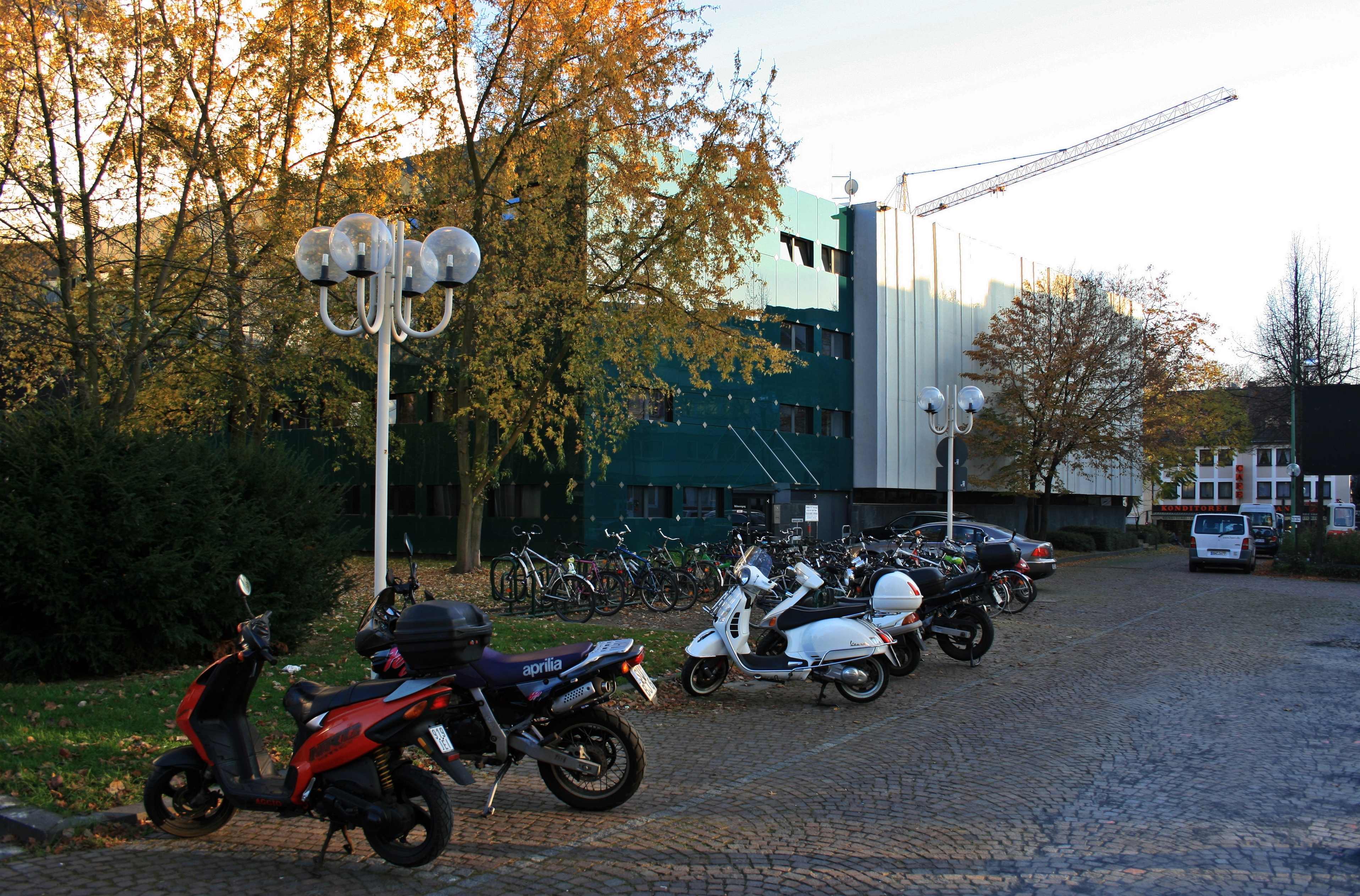